# Anīq
Anīq (persiska: انیق) är en ort i Iran.   Den ligger i provinsen Östazarbaijan, i den nordvästra delen av landet, 600 km nordväst om huvudstaden Teheran. Anīq ligger 1 301 meter över havet och antalet invånare är 170.
Terrängen runt Anīq är bergig åt nordväst, men åt sydost är den kuperad. Runt Anīq är det ganska glesbefolkat, med 27 invånare per kvadratkilometer. Närmaste större samhälle är Oshtūbīn, 10,7 km öster om Anīq. Trakten runt Anīq består i huvudsak av gräsmarker.